# Johann Reichert
Johann Reichert   (Dresden, 19 de juny de 1876 - Dresden i Teplice, 15 de febrer de 1942) fou un compositor alemany.
Estudià en el Seminari i en el Conservatori de la seva ciutat natal, i de 1896 a 1906 fou director de l'orquestra del Conservatori, dirigint, a partir de 1899, la Volksingakademie, que executà obres importants, principalment la Missa Solemnis (Beethoven).
Entre les seves composicions hi figuren: un Concert-obertura, Eine Nachtmusik, Trausommer nacht i Die Tonkust, per a solos, cor i orquestra, diversos cors per a veus de dones i d'home i diferents composicions per a piano.